# Braun Sándor (újságíró)
Braun Sándor (Mezőkeresztes, 1866. október 2. – Budapest, 1920. január 21.) magyar újságíró. Nagy érdemeket szerzett a modern magyar újságírás fejlődése körül, a riport új formái az ő szerkesztőségében bontakoztak ki.

## Életpályája
Egy ideig a kereskedelmi iskolában tanított, majd 1887-től a Pesti Napló munkatársa, később szerkesztője lett. 1894-ben megalapította a Közgazdasági Napló című napilapot, 1896-tól 1905-ig pedig a Budapesti Naplót szerkesztette. 
1905-ben alapította az igen népszerű A Nap című radikális politikai esti lapot, amelyet haláláig szerkesztett. 

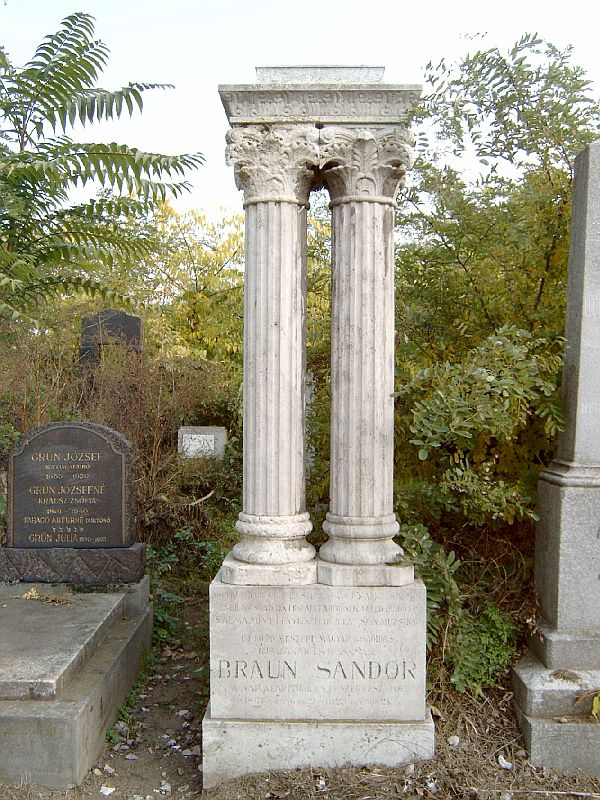
Braun Sándor sírja Budapesten, a Kozma utcai izraelita temetőben: 5-1-31.

## Emlékezete
Sírja a Kozma utcai izraelita temetőben található.